# Michaela Savić
Pour les articles homonymes, voir Savić.
Michaela Savić, née le 14 mars 1991 à Helsingborg en Suède et mannequin, est élue Miss Univers Suède 2010, pour représenter son pays au concours de Miss Univers 2010.

## Biographie
En 2009, elle était la deuxième dauphine de Miss Univers Suède 2009.